# Vélodrome de Saint-Quentin-en-Yvelines
Vélodrome de Saint-Quentin-en-Yvelines, též Vélodrome national je víceúčelová hala s cyklistickou dráhou ve francouzské obci Montigny-le-Bretonneux v departementu Yvelines, asi 35 kilometrů od centra Paříže. Sídlí zde francouzský cyklistický svaz Fédération française de cyclisme. Velodrom byl vybrán pro závody v dráhové cyklistice a šerm v moderním pětiboji na XXXIII. letních olympijských hrách.

## Dějiny
Vélodrome national byl otevřen dne 13. ledna 2014 a první velký podnik, který se zde konal, byla  30. ledna národní soutěž mezi dráhovými cyklisty z Velké Británie a Francie.
Velodrom byl původně plánován pro olympijské hry v roce 2012, o které se Paříž ucházela, ale zakázku nedostala. Dráha má potřebnou délku 250 metrů pro oficiální mezinárodní závody. Komplex budov, který má ve venkovním areálu Stade BMX de Saint-Quentin-en-Yvelines, stál 68 milionů eur. 75 procent nákladů bylo získáno z národní loterie. Interiér lze využít i pro badminton a další sporty, ale i velké akce jako jsou koncerty.
Vélodrome National hostil v letech 2015 a 2022 mistrovství světa dráhové cyklistiky. V roce 2016 se zde konalo Mistrovství Evropy v dráhové cyklistice.